# Filippo D'Antoni
Filippo D'Antoni (Siracusa, 1966) è un regista e sceneggiatore italiano.

## Biografia
Dal 1986 al 2006 ha vissuto a Roma, dove ha lavorato nel campo della produzione cinetelevisiva. Attualmente vive a Berlino.
Formatosi alla New York Film Academy, e già autore di un documentario per Rai 3, debutta nella regia nel 2000 con il falso documentario Buscando la morosa selezionato al Festival Internacional del Nuevo Cine Latinoamericano de La Habana.
Nel 2003 dirige Unfair, cortometraggio selezionato al Taormina Film Fest e TinHearted. Il cortometraggio Gemelline ottiene il riconoscimento dell'interesse culturale nazionale da parte del Ministero della cultura.
Nel 2006 scrive con Debora Alessi la sceneggiatura di Uomini di tre lettere, progetto prodotto dalla Fourlab, già vincitore di un Premio Solinas e riconosciuto di interesse culturale nazionale da parte del Ministero della cultura.
Nel 2010 realizza il cortometraggio Fuori preventivo che ha come protagonista Barbara Folchitto.

## Filmografia
- Buscando la morosa - documentario (2000)
- Unfair - cortometraggio (2003)
- TinHearted - cortometraggio (2003)
- Gemelline - cortometraggio (2006)
- Fuori preventivo - cortometraggio (2010)